# كوفينغتون (جورجيا)
كوفينغتون (بالإنجليزية: Covington, Georgia)‏ هي مدينة تقع في مقاطعة نيوتن، جورجيا بولاية جورجيا في الولايات المتحدة. تبلغ مساحة هذه المدينة 35.9 (كم²)، وترتفع عن سطح البحر 226 م، بلغ عدد سكانها 13347 نسمة في عام 2010 حسب إحصاء مكتب تعداد الولايات المتحدة.

## أعلام
- جورج آدامز
- لوك ألين
- دالي كارتر
- داني ماكديفيت
- دونالد كورلي
- كولين ماكهيو
- كلفن مور

## وصلات خارجية
- Cities & Counties - Georgia.gov